# Первая лига Украины по футболу 2023/2024
Первая лига Украины по футболу 2023/2024 — 33-й сезон Чемпионата Украины по футболу среди представителей Первой лиги, который проходил с июля 2023 года по май 2024. Победителем, впервые в своей истории, стал петровский «Ингулец»

## Регламент соревнований
В соревнованиях участвовало 20 команд. Турнир проходил в два этапа
На первом этапе было сформировано две группы по десять команд по территориальному принципу. Соревнования проводились в два круга по круговой системе.
На втором этапе команды, занявшие 1-5 места в каждой группе, сформировали группу за выход в УПЛ с сохранением всех показателей, полученных на первом этапе. Команды, занявшие 6-10 места в каждой группе, сформировали группу за право играть в первой лиге с сохранением всех показателей, полученных на первом этапе. На втором этапе команды группы «А» проводили матчи только с командами группы «Б» в два круга.
Команды, занявшие 1-е и 2-е места в чемпионской группе, выходят в Премьер-лигу напрямую. Третья и четвертая команды первой лиги сыграли стыковые матчи за право выступать в следующем сезоне в УПЛ с 14-м и 13-м клубами Премьер-лиги соответственно. Стыковые матчи состояли из двух матчей, по одному на поле каждой из команд-участниц.
Команды, занявшие 18-20 места в первой лиге, выбывают во вторую лигу. Команды, занявшие 16-17 места в первой лиге, играли стыковые матчи с командами, занявшими 2-3 места во второй лиге, за право выступать в первой лиге следующего сезона.
В случае, если несколько команд набрали одинаковое количество очков, места в турнирной таблице определялись по следующим критериям:
1. Больше набранных очков в личных встречах между этими командами.
2. Лучшая разница забитых и пропущенных мячей в личных встречах.
3. Большее количество забитых мячей в личных встречах.
4. Лучшая разница забитых и пропущенных мячей во всех матчах.
5. Большее количество забитых мячей во всех матчах.

## Участники
Ушли
По итогам сезона 2022/23 дивизион покинули такие клубы:
- «Скорук» — 10-е место, клуб заявил о приостановке выступлений на профессиональном уровне в связи с убытками, которые понесли владельцы клуба из-за подрыва Каховской ГЭС и обмеления Каховского водохранилища[2]

«Мариуполь» и «Горняк-Спорт», которые должны были вылететь во Вторую лигу по итогам сезона 2022/23, сохранили место в Первой лиге, в связи с отказом от участия в турнире «Львова» и «Скорука»
По итогам сезона 2022/23 в Премьер-лигу вышли такие клубы:
- «Полесье» — 1-е место
- «Оболонь» — 2-е место
- ЛНЗ — 3-е место, победа в стыковых матчах

Пришли
По итогам сезона 2022/23 из Второй лиги вышли такие клубы:
- «Нива» (Бузовая) — 1-е место
- «Хуст» — 2-е место, победа в стыковых матчах

По итогам сезона 2022/23 из Премьер-лиги выбыли такие клубы:
- «Металлист» — 15-е место
- «Ингулец» — 14-е место, поражение в стыковых матчах

«Львов», занявший 16-е место в предыдущем сезоне Премьер-лиги, по окончании сезона был расформирован и не был включён в число участников турнира
После приостановки выступлений в связи со вторжением в Украину российских войск, возобновили своё участие в первой лиге:
- «Агробизнес»
- «Виктория» (занявшая место «Альянса», с которым объединилась в 2022 году)
- «Левый берег»
- «Подолье»

| Команда         | Населённый пункт   | Стадион                              | Вместимость стадиона | Место в предыдущем сезоне |
| Группа «А»      | Группа «А»         | Группа «А»                           | Группа «А»           | Группа «А»                |
| --------------- | ------------------ | ------------------------------------ | -------------------- | ------------------------- |
| «Агробизнес»    | Волочиск           | «Юность»                             | 2700                 | —                         |
| «Буковина»      | Черновцы           | «Буковина»                           | 12000                | 11                        |
| «Карпаты»       | Львов              | «Украина»                            | 28501                | 5                         |
| «Металлист»     | Харьков            | «Авангард» (Ужгород)                 | 10321                | 15 (Премьер-лига)         |
| «Металлист»     | Харьков            | «Украина» (Львов)                    | 28501                | 15 (Премьер-лига)         |
| «Нива»          | Бузовая            | «Юбилейный» (Буча)                   | 1028                 | 1 (Вторая лига)           |
| «Нива»          | Тернополь          | Городской стадион им. Р. Шухевича    | 15500                | 7                         |
| «Подолье»       | Хмельницкий        | «Подолье»                            | 6800                 | —                         |
| «Прикарпатье»   | Ивано-Франковск    | «Рух»                                | 6500                 | 9                         |
| «Хуст»          | Хуст               | «Карпаты»                            | 5200                 | 2 (Вторая лига)           |
| «Эпицентр»      | Каменец-Подольский | им. Г. Тонкочеева                    | 2587                 | 6                         |
| Группа «Б»      |                    |                                      |                      |                           |
| «Виктория»      | Сумы               | «Юбилейный»                          | 25830                | —                         |
| «Горняк-Спорт»  | Горишние Плавни    | «Юность»                             | 2500                 | 16                        |
| «Диназ»         | Вышгород           | «Диназ» (Демидов)                    | 500                  | 12                        |
| «Ингулец»       | Петрово            | «Ингулец»                            | 1869                 | 14 (первая лига)          |
| «Ингулец»       | Петрово            | им. А. Поворознюка (Владимировка)    | 500                  | 14 (первая лига)          |
| «Кремень»       | Кременчуг          | «Кремень-Арена» им. О. Бабаева       | 1566                 | 8                         |
| «Левый берег»   | Киев               | «Арена Левый берег» (Золочовская ТО) | 4700                 | —                         |
| ФСК «Мариуполь» | Мариуполь          | «Колос» (Борисполь)                  | 5654                 | 15                        |
| ФСК «Мариуполь» | Мариуполь          | «Левый берег» (Золочовская ТО)       | 1500                 | 15                        |
| ФСК «Мариуполь» | Мариуполь          | УТК им. Банникова (Киев)             | 1678                 | 15                        |
| МФК «Металлург» | Запорожье          | «Славутич-Арена»                     | 11 883               | 4                         |
| МФК «Металлург» | Запорожье          | Центральный стадион (Умань)          | 7552                 | 4                         |
| СК «Полтава»    | Полтава            | «Молодёжный»                         | 680                  | 14                        |
| «Чернигов-ШВСМ» | Чернигов           | «Юность»                             | 3000                 | 13                        |

### Региональное распределение
| Регион                    | Кол-во | Участники                      |
| ------------------------- | ------ | ------------------------------ |
| Полтавская область        | 3      | Горняк-Спорт, Кремень, Полтава |
| Хмельницкая область       | 3      | Агробизнес, Подолье, Эпицентр  |
| Киевская область          | 2      | Диназ, Нива (Бузовая)          |
| Киев                      | 1      | Левый берег                    |
| Донецкая область          | 1      | Мариуполь                      |
| Запорожская область       | 1      | Металлург                      |
| Закарпатская область      | 1      | Хуст                           |
| Ивано-Франковская область | 1      | Прикарпатье                    |
| Кировоградская область    | 1      | Ингулец                        |
| Львовская область         | 1      | Карпаты                        |
| Сумская область           | 1      | Виктория                       |
| Тернопольская область     | 1      | Нива (Тернополь)               |
| Харьковская область       | 1      | Металлист                      |
| Черниговская область      | 1      | Чернигов-ШВСМ                  |
| Черновицкая область       | 1      | Буковина                       |

- Во время зимнего перерыва «Нива» (Бузовая) сменила название на «Кудровка-Нива»

## Первый этап

### Группа «А»

#### Турнирная таблица
| М  | Команда                       | И  | В  | Н | П  | Мячи    | ±   | О  | Примечания                 |
| -- | ----------------------------- | -- | -- | - | -- | ------- | --- | -- | -------------------------- |
| 1  | «Карпаты» Львов               | 18 | 14 | 3 | 1  | 34 − 10 | +24 | 45 | Выход в чемпионскую группу |
| 2  | «Эпицентр» Каменец-Подольский | 18 | 8  | 7 | 3  | 27 − 21 | +6  | 31 | Выход в чемпионскую группу |
| 3  | «Агробизнес» Волочиск         | 18 | 8  | 5 | 5  | 20 − 15 | +5  | 29 | Выход в чемпионскую группу |
| 4  | «Кудровка-Нива» Бузовая       | 18 | 7  | 6 | 5  | 21 − 19 | +2  | 27 | Выход в чемпионскую группу |
| 5  | «Прикарпатье» Ивано-Франковск | 18 | 6  | 8 | 4  | 27 − 18 | +9  | 26 | Выход в чемпионскую группу |
| 6  | «Буковина» Черновцы           | 18 | 6  | 3 | 9  | 16 − 23 | −7  | 21 | Выход в группу выбывания   |
| 7  | «Подолье» Хмельницкий         | 18 | 4  | 8 | 6  | 18 − 17 | +1  | 20 | Выход в группу выбывания   |
| 8  | «Нива» Тернополь              | 18 | 5  | 5 | 8  | 15 − 19 | −4  | 20 | Выход в группу выбывания   |
| 9  | «Металлист» Харьков           | 18 | 3  | 5 | 10 | 13 − 27 | −14 | 14 | Выход в группу выбывания   |
| 10 | ФК «Хуст»                     | 18 | 3  | 2 | 13 | 15 − 37 | −22 | 11 | Выход в группу выбывания   |

И — игры, В — выигрыши, Н — ничьи, П — проигрыши, Мячи — забитые и пропущенные голы, ± — разница голов, О — очки

#### Результаты матчей
| Команда          | АГР | БУК | КАР | КДН | МЕТ | НТЕ | ПОД | ПРИ | ХУС | ЭПИ |
| ---------------- | --- | --- | --- | --- | --- | --- | --- | --- | --- | --- |
| Агробизнес       |     | 3:0 | 0:1 | 1:0 | 3:1 | 2:1 | 0:0 | 1:1 | 3:0 | 1:1 |
| Буковина         | 1:0 |     | 0:1 | 3:3 | 1:0 | 0:1 | 0:2 | 1:0 | 0:0 | 0:2 |
| Карпаты          | 3:0 | 2:1 |     | 1:1 | 3:0 | 3:0 | 2:1 | 3:3 | 1:0 | 2:0 |
| Кудровка-Нива    | 2:1 | 1:0 | 0:1 |     | 0:0 | 2:1 | 2:1 | 0:1 | 2:2 | 0:2 |
| Металлист        | 1:2 | 2:3 | 0:3 | 1:1 |     | 0:0 | 1:1 | 0:1 | 0:3 | 0:1 |
| Нива (Тернополь) | 0:0 | 0:1 | 1:1 | 2:0 | 0:1 |     | 0:0 | 1:0 | 4:1 | 1:2 |
| Подолье          | 0:1 | 1:1 | 0:1 | 0:2 | 1:0 | 2:0 |     | 1:1 | 4:1 | 0:0 |
| Прикарпатье      | 2:0 | 2:1 | 0:1 | 2:2 | 1:2 | 0:0 | 1:1 |     | 7:0 | 2:2 |
| Хуст             | 0:1 | 1:2 | 0:3 | 0:1 | 1:2 | 2:0 | 2:1 | 1:2 |     | 0:1 |
| Эпицентр         | 1:1 | 2:1 | 3:2 | 0:2 | 2:2 | 2:3 | 2:2 | 1:1 | 3:1 |     |

### Группа «Б»

#### Турнирная таблица
| М  | Команда                        | И  | В  | Н | П  | Мячи    | ±   | О  | Примечания                 |
| -- | ------------------------------ | -- | -- | - | -- | ------- | --- | -- | -------------------------- |
| 1  | «Ингулец» Петрово              | 18 | 13 | 3 | 2  | 41 − 13 | +28 | 42 | Выход в чемпионскую группу |
| 2  | «Левый берег» Киев             | 18 | 11 | 3 | 4  | 40 − 11 | +29 | 36 | Выход в чемпионскую группу |
| 3  | ФСК «Мариуполь»                | 18 | 8  | 7 | 3  | 22 − 14 | +8  | 31 | Выход в чемпионскую группу |
| 4  | «Виктория» Сумы                | 18 | 8  | 6 | 4  | 19 − 18 | +1  | 30 | Выход в чемпионскую группу |
| 5  | СК «Полтава»                   | 18 | 8  | 5 | 5  | 35 − 27 | +8  | 29 | Выход в чемпионскую группу |
| 6  | МФК «Металлург» Запорожье      | 18 | 6  | 7 | 5  | 23 − 18 | +5  | 25 | Выход в группу выбывания   |
| 7  | «Горняк-Спорт» Горишние Плавни | 18 | 5  | 2 | 11 | 16 − 32 | −16 | 17 | Выход в группу выбывания   |
| 8  | «Кремень» Кременчуг            | 18 | 4  | 2 | 12 | 14 − 40 | −26 | 14 | Выход в группу выбывания   |
| 9  | ФК «Чернигов-ШВСМ»             | 18 | 4  | 1 | 13 | 20 − 44 | −24 | 13 | Выход в группу выбывания   |
| 10 | «Диназ» Вышгород               | 18 | 3  | 4 | 11 | 15 − 28 | −13 | 13 | Выход в группу выбывания   |

И — игры, В — выигрыши, Н — ничьи, П — проигрыши, Мячи — забитые и пропущенные голы, ± — разница голов, О — очки

#### Результаты матчей
| Команда       | ВИК | ГОР | ДИН | ИНГ | КРЕ | ЛЕВ | МАР | МЕТ | ПОЛ | ЧЕР |
| ------------- | --- | --- | --- | --- | --- | --- | --- | --- | --- | --- |
| Виктория      |     | 1:0 | 2:1 | 0:1 | 3:0 | 1:0 | 0:0 | 1:1 | 0:0 | 2:1 |
| Горняк-Спорт  | 2:2 |     | 2:0 | 1:2 | 0:1 | 0:1 | 1:0 | 1:0 | 1:3 | 0:2 |
| Диназ         | 0:1 | 3:1 |     | 0:2 | 2:1 | 0:0 | 1:2 | 1:0 | 1:1 | 1:2 |
| Ингулец       | 3:0 | 1:1 | 3:0 |     | 5:1 | 2:1 | 0:1 | 3:2 | 5:0 | 6:1 |
| Кремень       | 0:1 | 4:1 | 0:0 | 0:2 |     | 0:1 | 0:3 | 1:2 | 0:6 | 2:1 |
| Левый берег   | 5:0 | 5:0 | 3:0 | 3:0 | 6:0 |     | 1:1 | 1:0 | 1:3 | 5:1 |
| Мариуполь     | 0:0 | 2:3 | 2:1 | 1:1 | 1:0 | 0:2 |     | 2:2 | 1:1 | 3:1 |
| Металлург     | 2:0 | 0:1 | 1:1 | 0:0 | 0:0 | 1:1 | 0:0 |     | 3:1 | 4:2 |
| Полтава       | 2:2 | 4:1 | 2:1 | 1:3 | 4:1 | 2:1 | 0:2 | 1:2 |     | 2:0 |
| Чернигов-ШВСМ | 0:3 | 1:0 | 3:2 | 0:2 | 2:3 | 0:3 | 0:1 | 1:3 | 2:2 |     |

## Второй этап

### Чемпионская группа

#### Турнирная таблица
| М  | Команда                       | И  | В  | Н  | П  | Мячи    | ±   | О  | Примечания                             |
| -- | ----------------------------- | -- | -- | -- | -- | ------- | --- | -- | -------------------------------------- |
| 1  | «Ингулец» Петрово             | 28 | 21 | 4  | 3  | 60 − 17 | +43 | 67 | Выход в Премьер-лигу                   |
| 2  | «Карпаты» Львов               | 28 | 20 | 5  | 3  | 49 − 20 | +29 | 65 | Выход в Премьер-лигу                   |
| 3  | «Левый берег» Киев            | 28 | 16 | 6  | 6  | 59 − 21 | +38 | 54 | Стыковые матчи за выход в Премьер-Лигу |
| 4  | «Эпицентр» Каменец-Подольский | 28 | 11 | 11 | 6  | 39 − 33 | +6  | 44 | Стыковые матчи за выход в Премьер-Лигу |
| 5  | «Прикарпатье» Ивано-Франковск | 28 | 10 | 10 | 8  | 35 − 30 | +5  | 40 |                                        |
| 6  | «Кудровка-Нива» Бузовая       | 28 | 10 | 10 | 8  | 32 − 34 | −2  | 40 |                                        |
| 7  | «Виктория» Сумы               | 28 | 10 | 9  | 9  | 23 − 27 | −4  | 39 |                                        |
| 8  | «Агробизнес» Волочиск         | 28 | 10 | 8  | 10 | 27 − 29 | −2  | 38 |                                        |
| 9  | ФСК «Мариуполь»               | 28 | 8  | 13 | 7  | 29 − 26 | +3  | 37 |                                        |
| 10 | СК «Полтава»                  | 28 | 10 | 7  | 11 | 49 − 45 | +4  | 37 |                                        |

И — игры, В — выигрыши, Н — ничьи, П — проигрыши, Мячи — забитые и пропущенные голы, ± — разница голов, О — очки

#### Результаты матчей
| Команда       | АГР | ВИК | ИНГ | КАР | КДН | ЛЕВ | МАР | ПОЛ | ПРИ | ЭПИ |
| ------------- | --- | --- | --- | --- | --- | --- | --- | --- | --- | --- |
| Агробизнес    |     | 0:0 | 1:0 |     |     | 0:2 | 1:1 | 3:1 |     |     |
| Виктория      | 1:0 |     |     | 0:0 | 1:0 |     |     |     | 0:1 | 1:1 |
| Ингулец       | 3:0 |     |     | 2:1 | 0:0 |     |     |     | 4:0 | 1:0 |
| Карпаты       |     | 1:0 | 1:2 |     |     | 3:3 | 3:1 | 2:1 |     |     |
| Кудровка-Нива |     | 2:0 | 0:3 |     |     | 1:5 | 1:1 | 2:2 |     |     |
| Левый берег   | 3:0 |     |     | 0:1 | 1:2 |     |     |     | 1:1 | 2:1 |
| Мариуполь     | 1:1 |     |     | 1:2 | 0:0 |     |     |     | 1:1 | 0:1 |
| Полтава       | 2:1 |     |     | 0:1 | 2:3 |     |     |     | 3:0 | 0:0 |
| Прикарпатье   |     | 1:0 | 0:1 |     |     | 0:1 | 1:0 | 3:1 |     |     |
| Эпицентр      |     | 3:1 | 1:3 |     |     | 1:1 | 1:1 | 3:2 |     |     |

### Группа выбывания

#### Турнирная таблица
| М  | Команда                        | И  | В  | Н  | П  | Мячи    | ±   | О  | Примечания                         |
| -- | ------------------------------ | -- | -- | -- | -- | ------- | --- | -- | ---------------------------------- |
| 11 | «Буковина» Черновцы            | 28 | 12 | 5  | 11 | 38 − 29 | +9  | 41 |                                    |
| 12 | «Подолье» Хмельницкий          | 28 | 9  | 12 | 7  | 36 − 26 | +10 | 39 |                                    |
| 13 | «Нива» Тернополь               | 28 | 9  | 9  | 10 | 29 − 29 | 0   | 36 |                                    |
| 14 | «Металлист» Харьков            | 28 | 7  | 9  | 12 | 27 − 34 | −7  | 30 |                                    |
| 15 | «Диназ» Вышгород               | 28 | 8  | 6  | 14 | 31 − 38 | −7  | 30 |                                    |
| 16 | ФК «Хуст»                      | 28 | 9  | 2  | 17 | 34 − 53 | −19 | 29 | Стыковые матчи за сохранение места |
| 17 | МФК «Металлург» Запорожье      | 28 | 7  | 7  | 14 | 27 − 48 | −21 | 28 | Стыковые матчи за сохранение места |
| 18 | «Кремень» Кременчуг            | 28 | 6  | 7  | 15 | 20 − 48 | −28 | 25 | Вылет во Вторую лигу               |
| 19 | ФК «Чернигов-ШВСМ»             | 28 | 6  | 5  | 17 | 34 − 66 | −32 | 23 | Вылет во Вторую лигу               |
| 20 | «Горняк-Спорт» Горишние Плавни | 28 | 6  | 5  | 17 | 24 − 49 | −25 | 23 | Вылет во Вторую лигу               |

И — игры, В — выигрыши, Н — ничьи, П — проигрыши, Мячи — забитые и пропущенные голы, ± — разница голов, О — очки

#### Результаты матчей
| Команда          | БУК | ГОР | ДИН | КРЕ | МСТ | МРГ | НТЕ | ПОД | ХУС | ЧЕР |
| ---------------- | --- | --- | --- | --- | --- | --- | --- | --- | --- | --- |
| Буковина         |     | 1:1 | 0:1 | 0:1 |     | 2:0 |     |     |     | 4:0 |
| Горняк-Спорт     | 2:3 |     |     |     | 0:0 |     | 0:1 | 1:1 | 0:2 |     |
| Диназ            | 0:2 |     |     |     | 0:0 |     | 2:0 | 1:1 | 1:0 |     |
| Кремень          | 0:0 |     |     |     | 0:0 |     | 0:0 | 1:1 | 1:0 |     |
| Металлист        |     | 1:2 | 2:0 | 2:1 |     | 4:1 |     |     |     | 1:1 |
| Металлург        | 0:5 |     |     |     | 0:3 |     | 0:2 | 1:0 | 1:4 |     |
| Нива (Тернополь) |     | 2:0 | 1:4 | 1:1 |     | 4:0 |     |     |     | 0:0 |
| Подолье          |     | 2:0 | 3:0 | 3:1 |     | 3:1 |     |     |     | 2:1 |
| Хуст             |     | 4:2 | 1:7 | 1:0 |     | 3:0 |     |     |     | 2:4 |
| Чернигов-ШВСМ    | 1:5 |     |     |     | 2:1 |     | 3:3 | 2:2 | 0:2 |     |

## Стыковые матчи за выход в Премьер-лигу
| Команда 1                     | Итог | Команда 2          | 1-й матч | 2-й матч |
| ----------------------------- | ---- | ------------------ | -------- | -------- |
| «Эпицентр» Каменец-Подольский | 2:4  | «Верес» Ровно      | 1:1      | 1:3      |
| «Оболонь» Киев                | 2:1  | «Левый берег» Киев | 1:0      | 1:1      |

### Матчи
| «Эпицентр» | 1:1      | «Верес»      |
| ---------- | -------- | ------------ |
| Мороз 53′  | протокол | 80′ Гайдучик |

| «Верес»                          | 3:1      | «Эпицентр» |
| -------------------------------- | -------- | ---------- |
| Гайдучик 7′, 45+4′ · Шарай 45+2′ | протокол | 89′ Стень  |

| «Оболонь» | 1:0      | «Левый берег» |
| --------- | -------- | ------------- |
| Мороз 53′ | протокол |               |

| «Левый берег» | 1:1      | «Оболонь»     |
| ------------- | -------- | ------------- |
| Сидней 54′    | протокол | 65′ Краснопир |

## Стыковые матчи за сохранение места в Первой лиге
| Команда 1      | Итог | Команда 2                 | 1-й матч | 2-й матч |
| -------------- | ---- | ------------------------- | -------- | -------- |
| «Хуст»         | 1:2  | «Звягель»                 | 1:1      | 0:1      |
| ЮКСА Тарасовка | 7:1  | МФК «Металлург» Запорожье | 3:1      | 4:0      |

### Матчи
| «Хуст»        | 1:1      | «Звягель»   |
| ------------- | -------- | ----------- |
| Станкович 55′ | протокол | 76′ Фесенко |

| «Звягель»      | 1:0      | «Хуст» |
| -------------- | -------- | ------ |
| Томандзото 66′ | протокол |        |

| ЮКСА                                          | 3:1      | «Металлург» |
| --------------------------------------------- | -------- | ----------- |
| Махнев 27′ (пен.) · Габриэль 83′ · Вава 90+5′ | протокол | 29′ Гуменяк |

| «Металлург» | 0:4      | ЮКСА                                                 |
| ----------- | -------- | ---------------------------------------------------- |
|             | протокол | 9′ Эсеола · 62′ Вава · 86′ Ховайко · 90+3′ Евдокимов |

## Дополнительный турнир за выход в Премьер-лигу
В связи с расформированием клуба «Днепр-1», Украинской ассоциацией футбола было решено провести дополнительный турнир за вакантное место в Премьер-лиге, между командами, занявшими 15-е и 16-е места в УПЛ («Металлист 1925» и «Минай»), а также 3-е и 4-е места в Первой лиге («Левый берег» и «Эпицентр»)
|  | Полуфиналы                    | Полуфиналы                    | Полуфиналы                    | Полуфиналы                    | Полуфиналы                    | Полуфиналы                    | Полуфиналы                    | Полуфиналы                    | Полуфиналы                    | Полуфиналы |                    |                    | Финал              | Финал              | Финал              | Финал              | Финал              | Финал              | Финал              | Финал   | Финал   | Финал |
|  |                               |                               |                               |                               |                               |                               |                               |                               |                               |            |                    |                    |                    |                    |                    |                    |                    |                    |                    |         |         |       |
|  | «Левый берег» Киев            | «Левый берег» Киев            | «Левый берег» Киев            | «Левый берег» Киев            | «Левый берег» Киев            | «Левый берег» Киев            | «Левый берег» Киев            | «Левый берег» Киев            | «Левый берег» Киев            | 1          |                    |                    |                    |                    |                    |                    |                    |                    |                    |         |         |       |
|  | «Левый берег» Киев            | «Левый берег» Киев            | «Левый берег» Киев            | «Левый берег» Киев            | «Левый берег» Киев            | «Левый берег» Киев            | «Левый берег» Киев            | «Левый берег» Киев            | «Левый берег» Киев            | 1          |                    |                    |                    |                    |                    |                    |                    |                    |                    |         |         |       |
|  | «Металлист 1925» Харьков      | «Металлист 1925» Харьков      | «Металлист 1925» Харьков      | «Металлист 1925» Харьков      | «Металлист 1925» Харьков      | «Металлист 1925» Харьков      | «Металлист 1925» Харьков      | «Металлист 1925» Харьков      | «Металлист 1925» Харьков      | 1          |                    |                    |                    |                    |                    |                    |                    |                    |                    |         |         |       |
|  |                               |                               |                               |                               |                               |                               |                               |                               |                               |            | «Левый берег» Киев | «Левый берег» Киев | «Левый берег» Киев | «Левый берег» Киев | «Левый берег» Киев | «Левый берег» Киев | «Левый берег» Киев | «Левый берег» Киев | «Левый берег» Киев | 3       |         |       |
|  |                               |                               |                               |                               |                               |                               |                               |                               |                               |            | «Левый берег» Киев | «Левый берег» Киев | «Левый берег» Киев | «Левый берег» Киев | «Левый берег» Киев | «Левый берег» Киев | «Левый берег» Киев | «Левый берег» Киев | «Левый берег» Киев | 3       |         |       |
|  |                               |                               |                               |                               |                               |                               |                               |                               |                               |            |                    |                    | «Минай»            | «Минай»            | «Минай»            | «Минай»            | «Минай»            | «Минай»            | «Минай»            | «Минай» | «Минай» | 0     |
|  | «Эпицентр» Каменец-Подольский | «Эпицентр» Каменец-Подольский | «Эпицентр» Каменец-Подольский | «Эпицентр» Каменец-Подольский | «Эпицентр» Каменец-Подольский | «Эпицентр» Каменец-Подольский | «Эпицентр» Каменец-Подольский | «Эпицентр» Каменец-Подольский | «Эпицентр» Каменец-Подольский | 3          |                    |                    | «Минай»            | «Минай»            | «Минай»            | «Минай»            | «Минай»            | «Минай»            | «Минай»            | «Минай» | «Минай» | 0     |
|  | «Эпицентр» Каменец-Подольский | «Эпицентр» Каменец-Подольский | «Эпицентр» Каменец-Подольский | «Эпицентр» Каменец-Подольский | «Эпицентр» Каменец-Подольский | «Эпицентр» Каменец-Подольский | «Эпицентр» Каменец-Подольский | «Эпицентр» Каменец-Подольский | «Эпицентр» Каменец-Подольский | 3          |                    |                    |                    |                    |                    |                    |                    |                    |                    |         |         |       |
|  | «Минай»                       | «Минай»                       | «Минай»                       | «Минай»                       | «Минай»                       | «Минай»                       | «Минай»                       | «Минай»                       | «Минай»                       | 3          |                    |                    |                    |                    |                    |                    |                    |                    |                    |         |         |       |
|  | «Минай»                       | «Минай»                       | «Минай»                       | «Минай»                       | «Минай»                       | «Минай»                       | «Минай»                       | «Минай»                       | «Минай»                       | 3          |                    |                    |                    |                    |                    |                    |                    |                    |                    |         |         |       |
|  |                               |                               |                               |                               |                               |                               |                               |                               |                               |            |                    |                    |                    |                    |                    |                    |                    |                    |                    |         |         |       |

### Матчи
| «Левый берег»                                    | 1:1      | «Металлист 1925»                                |
| ------------------------------------------------ | -------- | ----------------------------------------------- |
| Войцеховский 45+1′                               | протокол | 90+5′ Кравец                                    |
| Пенальти                                         |          |                                                 |
| - Спиваков - Колесник - Сидней - Дедух - Соколов | 5:4      | - Борячук - Панченко - Кравец - Сидоров - Моура |

| «Эпицентр»                              | 3:3      | «Минай»                                             |
| --------------------------------------- | -------- | --------------------------------------------------- |
| Миронюк 12′ · Бендера 66′ · Кравчук 77′ | протокол | 19′ Вакула · 57′ Прихна · 87′ Ременяк               |
| Пенальти                                |          |                                                     |
| - Запорожец - Равлык - Кравчук - Климец | 3:5      | - Демиденко - Ременяк - Дмитрук - Кораблин - Кисиль |

| «Левый берег»                          | 3:0      | «Минай» |
| -------------------------------------- | -------- | ------- |
| Сухоручко 20′ · Синица 29′ · Когут 65′ | протокол |         |

## Итоги турнира
По итогам сезона «Ингулец», «Карпаты» и «Левый берег» завоевали право на повышение в классе, а «Металлист 1925» и «Минай» вылетели из Премьер-лиги. Клубы второй лиги «Дружба» (Мировка) и «Звягель» отказались от выхода в Первую лигу, в связи с чем своё место в первом дивизионе смогли сохранить «Металлург», «Кремень» и «Хуст». Во вторую лигу вылетели «Горняк-Спорт» и «Чернигов-ШВСМ,» а из Второй повысился только ЮКСА.

## Лучшие бомбардиры
| #  | Игрок            | Команда     | Голы (пен.) | Матчи |
| -- | ---------------- | ----------- | ----------- | ----- |
| 1  | Дмитрий Щербак   | Полтава     | 14 (4)      | 26    |
| 2  | Василий Палагнюк | Буковина    | 14 (5)      | 26    |
| 3  | Андрей Хома      | Прикарпатье | 14 (0)      | 27    |
| 4  | Артём Ситало     | Ингулец     | 12 (0)      | 24    |
| 5  | Андрей Спиваков  | Левый берег | 12 (5)      | 26    |
| 6  | Игор Невес       | Карпаты     | 12 (2)      | 27    |
| 7  | Даниил Кравчук   | Эпицентр    | 11 (0)      | 22    |
| 8  | Евгений Рязанцев | Металлист   | 10 (0)      | 26    |
| 9  | Даниил Сухоручко | Левый берег | 10 (0)      | 28    |
| 10 | Виталий Кольцов  | Ингулец     | 10 (6)      | 28    |